# Xã South Flannigan, Quận Hamilton, Illinois
Xã South Flannigan (tiếng Anh: South Flannigan Township) là một xã thuộc quận Hamilton, tiểu bang Illinois, Hoa Kỳ. Năm 2010, dân số của xã này là 116 người.